# 隅落

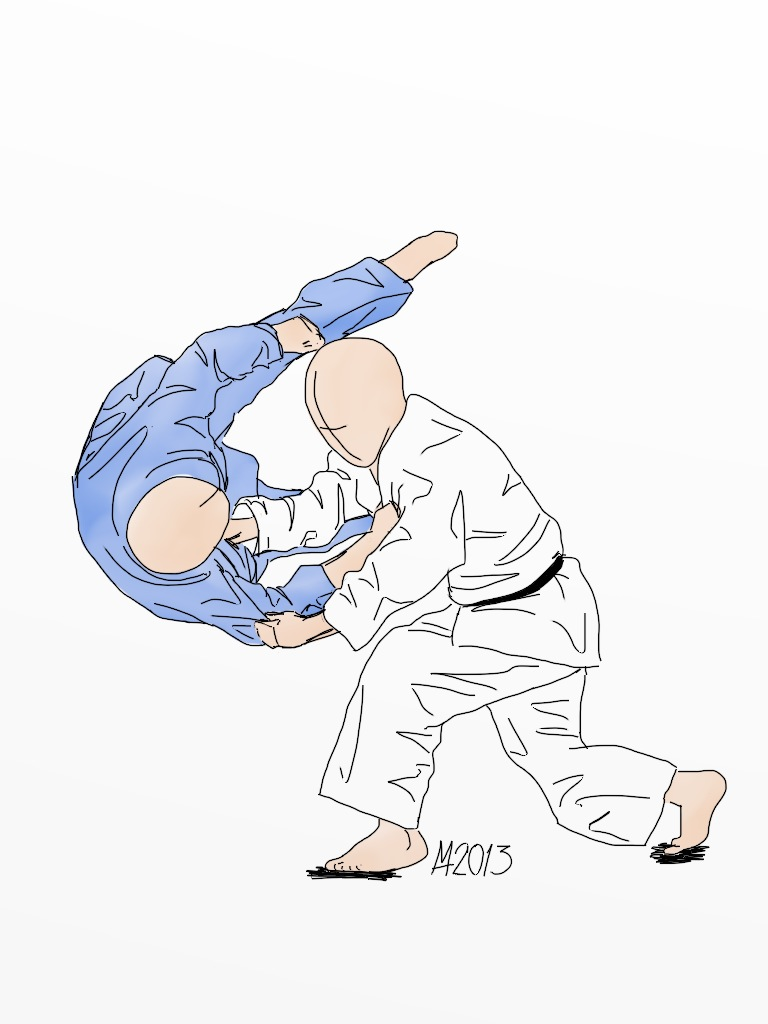
隅落のイラスト

隅落（すみおとし）は、柔道の投げ技の手技16本の一つ。講道館、国際柔道連盟における正式名称。別名空気投（くうきなげ）。IJF略号SOT。

## 解説
突っ込んで来た相手（相手が踏み込んで来たところ）を自分も踏み込み、隅に投げ落とす技。三船久蔵十段が七段であった39歳の時に考え出した技で、当初、空気投げと呼ばれたが、嘉納治五郎師範が「隅落」と名づけた。七段の47歳の時、第一回全日本柔道選手権大会で、関西の佐村嘉一郎七段（当時）と対戦し、隅落で一本をとり、隅落の発案から7年掛りで完成させた。
非常に素早い巧みな動作によって相手を崩し、柔道衣を持った手以外、相手に触れずに投げる技。相手の斜め後方へ突き飛ばすように相手を投げる。
この二つの名前の他に、バケツの中の水をまく動作に似ていることからバケツ投げ（バケツなげ）と呼ばれたこともあったが、「それはちょっとひどい」との言葉を三船久蔵十段は残している。

## 変化

### 球車
球車（たまぐるま）は相手の反射を利用した投技。引き手の左手を肩の上で引き込む。突然、しゃがむことと右手の甲で相手の右膝を摺下げでもするようになでおろし、相手に自身を飛び越えようとする反射を誘発し相手は前転するように投げられる。1982年の「講道館柔道の投技の名称」制定に際しては講道館では新名称の候補に挙がったが横捨身技の横落か隅落の応用とすることになり、採用されなかった。1959年の書籍『柔道十講』もこの技は手技または横捨身技だとしていた。基本形と同様に相手を崩し、相手の体を頭上に被りながら、横落を掛けるような要領で相手を後隅にとる。相手の右袖を持った左手を下に引き、右手は相手の右脛を払い上げる。別表記玉車。

## 補足
なお、空気投げには隅落である「三船流空気投げ」と浮落の一種である「石黒流空気投げ」の2種類がある。

## 実践例
シドニーオリンピック男子60 kg以下級決勝で野村忠宏が鄭富競（韓国）に対して開始14秒で隅落を決めている。
これは野村が不利な体勢からやや強引に内股を仕掛け、それを鄭が内股すかしで反撃しようとしたが、野村の技の崩しや勢いが強くそのまま鄭が投げられてしまったという形ではあったが、決まり手として隅落が採用された。

## 合気道の隅落し
合気道にも隅落しという技が存在する。柔道技とは想定の間合いが異なるので技法としてもやや異なる。合気道の隅落しは相手の斜め後方に投げる場合が殆んどである。合気会などの他、柔道と関連の深い合気道競技では特に「乱取基本の形十七本」のうちの一本に制定されている。